# Baie des flamboyants
Baie des flamboyants (en español: Bahía Extravagante)es una telenovela francesa producida por France Ô, amabientada en Guadalupe, Francia. Se emitió entre 2007 y 2010, en un total de 300 episodios divididos en tres temporadas. Adaptación de la telenovela mexicana Código Postal producida por Televisa en 2006.

## Sinopsis
En el paisaje de Guadalupe, en los destinos de seis familias y los jóvenes romántico nacidas bajo el sol.
Durante 18 años Cynthia, su madre, Beatrice le da un día en la playa ... La niña habría soñado otro regalo: conocer la identidad de su padre ... Pero su madre es fuerte: el padre de Cynthia otro vida, otra familia, y ella no se siente el corazón de destruirlo ... Más tarde, en otra pista, fiesta cristiana con su novia Johanna y sus amigos Aurelie Thomas, Remy y Eloise, el traslado a la Residencia llameante de sus amigos Isabelle y Ludovic. Johanna cristiana aleja del grupo de un poco de privacidad ... Beso joven, cariño, cuando Christian ve Cynthia, luchando con un drogadicto que intimida. Después de huir de cada cristiano está preocupado por el estado de Cynthia ... Y a pesar de todo ... es amor a primera vista!
Amores imposibles, verdades ocultas, historias secretas y la felicidad ... Así giros bruscos que pueblan los diarios residentes de luz 'Bay Flamboyant ". 

## Elenco
Familia Alban
- Siegfried Ventadour - Christian Alban
- Murielle Hilaire - Cynthia Paoli-Alban
- Augustin Cristiana - Michel Alban
- Patricia Kancel - Marceline Alban
- Laure Guibert - Jessica Alban
- Nathaly Coualy - Beatrice Alban

Familia Carrion
- Morane junio - Eloise Carrion
- Macha Polikarpova - Claudia Carrion
- Angèle Vivier - Aurelie Carrion
- Elodie Gael - Maureen Carrion

## Otras versiones
- Código Postal (2006), Telenovela mexicana producida por José Alberto Castro para Televisa, protagonizada por África Zavala y José Ron.

- Datos: Q2879774